# Reid Venable Moran
Reid Venable Moran (Los Angeles, 30 de juny del 1916 - Clearlake, 21 de gener del 2010) va ser un botànic estatunidenc.

## Biografia
Nascut a Los Angeles, cresqué a Pasadena, on ja en la seva infantesa es despertà l'interès per la botànica. Es graduà en biologia a la universitat Stanford (1939), i es titulà en botànica a la Cornell (1942); posteriorment es doctoraria a la universitat de Califòrnia, Berkeley el 1951. Durant la Segona Guerra Mundial combatí com a navegador de vol (1942-1946), i obtingué la Distinguished Flying Cross després que el seu avió fos abatut sobre Iugoslàvia i ell i la resta de la tripulació poguessin evadir-se sense baixes.
Va ser conservador del "San Diego Natural History Museum" i efectuà expedicions de recol·lecció d'espècimens botànics especialment en la seva zona, la Baixa Califòrnia, però també a l'illa de Guam i a Mèxic. Jane Goodall l'anomenà "una mena de mite vivent en l'exploració botànica", i en destacà que havia esmerçat 48 anys "estudiant la seqüència de la destrucció de la flora de l'illa Guadalupe, i la riquesa que encara hi romania".

## Obres seleccionades
- Pachyphytum compactum Rose (Crassulaceae), article a Cact. Succ. J., 63. (1): 30-34 (1991)
- Uhl, CH; RV Moran The chromosomes of Pachyphytum (Crassulaceae), article a Amer. J. Bot., 60: 648-656 (1973)
- A natural hybrid between Pachyphytum compactum and P. viride, article a Cact. Succ. J., 40: 193-195 (1968)